# Mangal Pandey
Mangal Pandey (c. 1827 – 7 de abril de 1857) fue un cipayo en el Regimiento n.º 34 de la BNI (Bengal Native Infantry: infantería nativa de Bengala) de la Compañía Británica de las Indias Orientales.
- En hindi: मंगल पांडे (maṇgala paṇḍei).
- Shaheed Maṇgal Paṇḍey (shahīd significa ‘mártir’ en árabe).

Mangal Pandey fue un soldado cipayo del 34.º Regimiento de Bengala (integrado por nativos), de las Compañía de las Indias Orientales. Es considerado en la India como uno de los primeros luchadores por la libertad. El Gobierno indio ha emitido una estampilla en 1984, conmemorándolo como luchador por la libertad y su vida ha sido llevada al cine (The rising, un hombre contra un imperio de 2005).

## Biografía
Mangal Pandey nació en la aldea de Nagwa del distrito de Ballia (Uttar Pradesh). Se unió voluntariamente a las fuerzas de la Compañía de las Indias Orientales en 1849, a los 22 años; fue parte de la 5.ª Compañía del 34.º Regimiento de Bengala y conocido por atacar oficiales de dicho Regimiento en la primera parte de lo que se conoció como el Motín de los Cipayos de 1857 (para los británicos), o Primera Guerra de Independencia de la India (para los propios indios). (Véase también Rebelión de la India de 1857).
Este incidente de 1857 comenzó en Barrackpore (hoy Barrackpur), cerca de Calcuta, en el mes de marzo, al ser informado el oficial Baugh que los hombres de su Regimiento se habían soliviantado. Llegado al lugar se trenzó en lucha con Mangal Pandey, intentando ambos asesinarse infructuosamente; tuvieron intervención en la riña además otro oficial británico y varios miembros del Regimiento. Ante el arribo de otros oficiales y su fallida convocatoria a la rebelión y a dispararle al primer europeo que se pusiera ante sus ojos, intentó suicidarse con un tiro de mosquete pero no lo logró. Fue llevado a corte marcial, donde se ordenó su ejecución mediante la horca, la que finalmente fue cumplida con demoras. El 34.º Regimiento fue disuelto como castigo colectivo por no haber impedido la rebelión de uno de sus miembros (Mangal Pandey) y no haber defendido a los oficiales.
El motivo para el comportamiento de Mangal Pandey fue un nuevo tipo de cartuchos que habían sido cubiertos con grasa de cerdo y vaca, respectivamente repulsiva para musulmanes e hinduistas. Para su utilización, estos cartuchos debían ser mordidos en sus extremos, lo que fue interpretado como un desprecio expreso de los británicos hacia las respectivas creencias religiosas, incluso con la intención de apartarlos de ellas. El contacto con la grasa de estos animales impuros o sagrados tenía el efecto de convertirlos en intocables para el resto de su gente. El comandante del regimiento en cuestión era conocido como celoso cristiano y promotor de su religión entre sus subordinados, hecho que vinculado al anterior fue interpretado por los nativos como un intento de los colonizadores de alejarlos de sus creencias religiosas para convertirlos al cristianismo.
En lugar de tener en cuenta las sugerencias de algunos oficiales británicos con relación al respeto de las creencias de los cipayos, se las menospreció teniéndolas por "bestiales supersticiones" (General George Anson, comandante en jefe).
Además, en 1856 se había anexado la región de Oudh, de la que provenían la mayoría de los cipayos del Regimiento, quienes vieron por este motivo revocado su derecho de solicitar Justicia (muy valorado en el contexto colonial) en razón de haber desaparecido la región de Oudh como autónoma por la anexión, que resultaba por otra parte violatoria de tratados anteriores. A Mangal Pandey terminaron ahorcándolo, de donde, inmediatamente, provino "el motín" como lo llamaban los británicos, muriendo una buena cantidad de cipayos y británicos que dominaron por su experiencia y maestría en el arte de la guerra y los cañones que tenían. La mujer de Mangal se unió al motín, al igual que todos los habitantes de la provincia. Noventa años más tarde lograron la libertad la independencia del yugo británico.
- Datos: Q382027
- Multimedia: Mangal Pandey / Q382027